# Енне Бурда

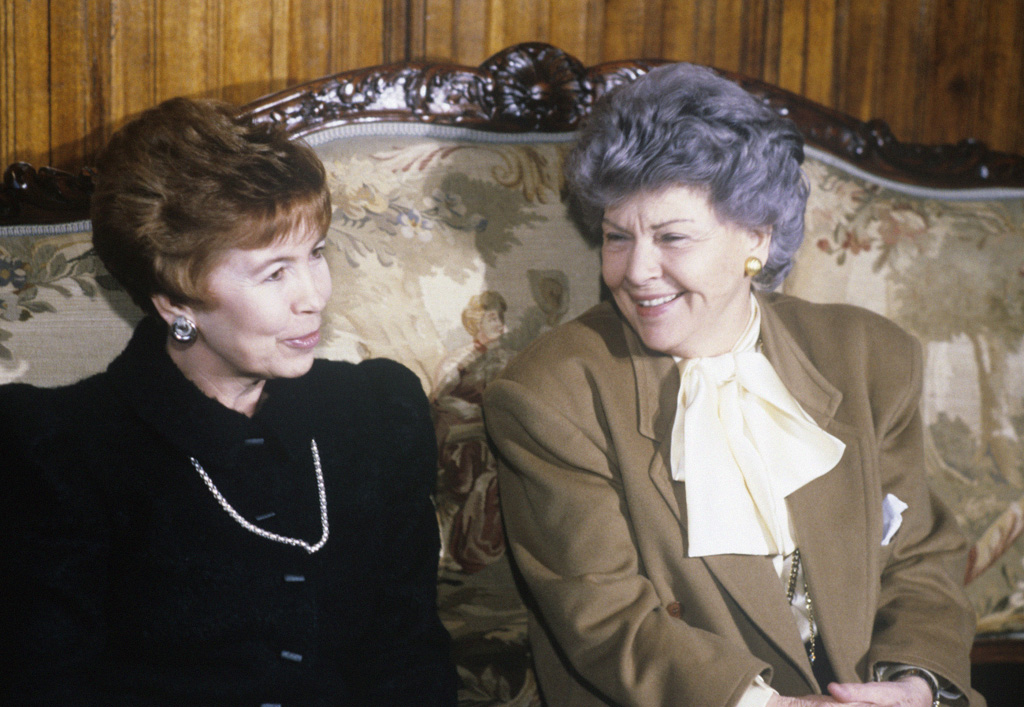
Раїса Максимівна Горбачова та Енне Бурда (Москва, 1987)

Енне Бурда (нім. Aenne Burda, до шлюбу Анна Маґдалена Леммінґер; 28 липня 1909, Оффенбург — 3 листопада 2005, Оффенбург
) — німецька видавниця модного журналу Burda Fashion.

## Біографія
Анна Маґдалена Леммінґер здобула освіту в торговому училищі.
Одружилася з Францом Бурдою, господарем невеликого друкарського виробництва, що не приносило грошей.
У 1949 році створила видавництво Burda, орієнтоване на жінок, охочих в умовах повоєнної Європи виглядати елегантно, попри бідність. Планувалося створити журнал, за порадами якого домогосподарки могли б самостійно шити стильний одяг.
1 жовтня 1949 року видавництво вперше надрукувало журнал «Фаворит», який виходив із січня 1950 року як Burda Moden (нині називається Burda Fashion) накладом 100 000 примірників. 1 жовтня 1961 року Burda Moden став найбільшим у світі журналом моди з накладом 1,2 мільйона. У 1965 році було продано понад мільйон примірників Burda Moden, а у 1968  - 1,5 мільйона.
У 1987 р. Журнал Burda Moden став першим західним журналом, який продавався російською мовою в СРСР. Таке відкриття ринку відбулося головним чином завдяки зацікавленості Раїси Горбачової та її чоловіка, тодішнього Генерального секретаря КПРС і президента Михайла Горбачова.
Енне Бурда померла 3 листопада 2005 року. Сьогодні журнал Burda Fashion друкується на двох десятках мов і продається майже в сотні країн.

## Пам'ять
В 2018 р. в Німеччині відбулася прем'єра телесеріалу «Енне Бурда: Історія успіху».